# Pierre de Girardin
Pierre de Girardin, Seigneur de Vaudreuil, successeur de l'ambassadeur Gabriel de Guilleragues, Conseiller au Parlement puis Lieutenant civil de la ville et prévôté de Paris en 1675 ; connu par son ambassade à Constantinople (1685-1689).

## Biographie
Il s'était rendu à Constantinople une première fois en 1665 où il avait appris le Turc à cette occasion.

Il décéda d'une crise d'apoplexie, à Constantinople, le 15 janvier 1689.